# Sweet and Lowdown
Sweet and Lowdown ist ein Kinofilm im Genre Tragikomödie. Er wurde 1999 in den USA produziert. Regie führte Woody Allen.

## Handlung
„Sweet and Lowdown“ ist Woody Allens Hommage an die Swing-Ära. Erzählt wird das Leben des fiktiven Jazzgitarristen Emmet Ray, eines Rüpels und Trinkers, der in seiner Freizeit Ratten auf der städtischen Müllkippe erschießt. Nur wenn der begnadete Emmet Ray zur Gitarre greift, lässt er Frauenherzen schmelzen und versöhnt die Veranstalter mit seinen Eskapaden. Dabei ist Django Reinhardt sein übergroßes Idol.
Den roten Faden bildet Rays Beziehung zu der stummen Wäscherin Hattie. Der selbstverliebte Musiker bedient sich des Mädchens gleichgültig gegenüber ihren Gefühlen. Schließlich wirft er sie weg, um sich der mondänen Möchtegern-Schriftstellerin Blanche zuzuwenden, die ihn wiederum wegen eines Berufskillers verlässt. Eines Tages kommt ihm seine Nemesis Django Reinhardt scheinbar (tatsächlich handelt es sich um einen Scherz) gefährlich nahe, aber er entzieht sich durch Flucht. Viel später sucht der gekränkte Musiker nach Hattie und muss erfahren, dass gebrochene Herzen manchmal nicht heilen und es auch in der Liebe nicht immer eine zweite Chance gibt (s. die ähnliche Grundkonstellation in Fellinis La Strada).
Die Handlung wird öfter unterbrochen von Interviews mit Zeugen der Jazz-Ära. Durch diesen dokumentarischen Stil entsteht ein vielschichtiges und manchmal widersprüchliches Bild. Die Interviews bekräftigen die Aussage, dass Künstler als Menschen manchmal eine schwer zu verkraftende Enttäuschung sind und sich die Schönheit der Kunst nicht unbedingt im Charakter des Künstlers widerspiegelt.
In einer Schlüsselszene fragt Blanche Ray, woran er beim Spielen seiner wunderbaren Musik denn eigentlich denke. Der Gitarrist sagt unumwunden, dass er meistens darüber nachdenkt, wie schlecht er für seine Musik bezahlt wird. Es ist nicht die einzige Irritation, die der Charakter des fiktiven Gitarristen beim Zuschauer hinterlässt. Dennoch gelingt es Allen, den Ton humorvoll und beiläufig zu halten. Sean Penn gibt den Macho-Gitarristen als grundehrlichen und völlig unreflektiert agierenden Menschen. Und der Gitarrist Howard Alden leiht ihm seine „Stimme“.

## Kritiken
„Woody Allens Hommage an den Swing besticht durch erzählerische und optische Eleganz, die sich mit der Musik zu einem atmosphärisch stimmungsvollen Zeitbild fügen. Sean Penn liefert die vorzügliche Darstellung eines selbstverliebten Rüpels und Frauenhelden, dessen emotionale Ausdrucksmöglichkeiten jenseits der Musik äußerst beschränkt bleiben, bis er am eigenen Leib Schmerz und Verlust erfährt. Ein ausgesprochen vergnügliches Stück Kino.“

„So eine Darstellung [wie die der Samantha Morton] habe ich seit Jahren nicht mehr gesehen. […] Der ganze Film […] eine leise Mahnung daran, dass diese Ära lange vorbei ist und es kein Zurück gibt.“

## Sonstiges
„Sweet and Lowdown“ ist nicht die erste fiktive Biographie im Werk von Woody Allen. Bereits 1969 erschien sein Mockumentary Woody, der Unglücksrabe über den Kleinkriminellen Virgil Starkwell, den Allen selber verkörperte.
Technisch weitaus aufwändiger war Zelig (1983). Zahlreiche Wochenschauaufnahmen aus Archivmaterialien wurden aufwändig bearbeitet, um den fiktiven Leonard Zelig (wiederum von Allen selbst dargestellt) als bekannte Persönlichkeit der 1920er Jahre erscheinen zu lassen.

## Auszeichnungen
Academy Awards 2000 (Nominierungen)
- Bester Hauptdarsteller: Sean Penn
- Beste Nebendarstellerin: Samantha Morton

Golden Globes 2000 (Nominierungen)
- Bester Hauptdarsteller (Musical/Komödie): Sean Penn
- Beste Nebendarstellerin: Samantha Morton

Empire Awards 2000 (Nominierung)
- Beste Britische Schauspielerin: Samantha Morton